# Hydrocarbonoklastische Bakterien
Hydrocarbonoklastische Bakterien („Kohlenwasserstoff-zerbrechende Bakterien“, englisch hydrocarbonoclastic bacteria, abgekürzt HCB) sind eine Gruppe von Bakterien, die aufgrund ihrer ökologischen Potenz zur Nutzung der Oxidation von Kohlenwasserstoffen als ausschließliche Energiequelle zusammengefasst werden. Deshalb wäre die Bezeichnung hydrogenocarbonoklastische Bakterien zutreffender. Sie sind in der Lage, komplexe Kohlenwasserstoffe enzymatisch aufzubrechen und abzubauen und spielen entsprechend in der Beseitigung von Ölverschmutzungen, vor allem beim Abbau von Rohöl, in marinen und terrestrischen Ökosystemen eine große Rolle.

## Lebensweise
HCB entwickelten sich wahrscheinlich als Spezialisten zum Abbau von Kohlenwasserstoffen im Bereich von natürlich auftretenden Erdölquellen in marinen Ökosystemen. Sie sind in der Lage, mit Hilfe von verschiedenen Enzymen und darauf basierenden Abbauketten einfache und komplexe Kohlenwasserstoffe zu spalten und die Oxidation der Spaltprodukte als Energiequelle zu nutzen. Dabei haben sich die unterschiedlichen Bakterientypen spezialisiert auf unterschiedliche Bestandteile des aus bis zu 17.000 Bestandteilen bestehenden Rohöls, das damit zu den komplexesten Stoffen überhaupt gehört.
Die Bakterien sind ubiquitär, kommen also beinahe überall vor. Im Regelfall ist ihre Populationsdichte allerdings sehr gering, im sauberen Meerwasser beispielsweise finden sie sich meistens nur in sehr geringen Konzentrationen, und sie können auch andere organische Stoffe als Energie- und Kohlenstoffquellen nutzen. In erdölverschmutzten Gebieten entwickeln sich dagegen meist große Ansammlungen dieser Bakterien, da sie hier ein großes Angebot an verwertbaren Energiequellen vorfinden. Alcanivorax borkumensis konnte zum Beispiel weltweit in sehr kleinen, kaum feststellbaren Konzentrationen im Meerwasser nachgewiesen werden. Bei Zugabe von Erdöl zu sauberem Meerwasser steigt seine Populationsdichte sehr rasch an. In erdölverschmutzten Habitaten stellt das Bakterium häufig bis zu 80 Prozent der Bakteriengesamtpopulation dar. 
Das Vorkommen und die Populationsdichten erdölabbauender Bakterien sind neben dem Erdöl als Energie- und Nahrungsquelle von einer Reihe weiterer Faktoren abhängig. Zu diesen Faktoren gehören vor allem die Verfügbarkeit von Sauerstoff und anorganischen Nährstoffen sowie eine geeignete Temperatur. Vor allem im Meerwasser stellen die Nährstoffe häufig den limitierenden Faktor für das Wachstum der Bakterien dar. Da der Abbau von Kohlenwasserstoffen zu den Stoffwechselprozessen mit der höchsten Sauerstoffzehrung überhaupt gehört, kann auch die Verfügbarkeit von Sauerstoff rasch so weit abfallen, dass ein weiterer Abbau stark gebremst wird. Dies ist vor allem in Böden der Fall, im Wasser macht dagegen die Zirkulation sowie der hohe Wasserkörper meistens genug Sauerstoff verfügbar.

## Forschungsgeschichte
Die ersten kohlenwasserstoffabbauenden Bakterien wurden Anfang des 20. Jahrhunderts entdeckt, isoliert und beschrieben. Eine intensivere Erforschung erfolgte allerdings erst seit etwa 1995, als vor allem in Meeresökosystemen zahlreiche Bakterien gefunden wurden, die diese Eigenschaft besitzen und sich auf den Abbau von Erdöl aus natürlichen und vom Menschen geschaffenen Quellen spezialisiert haben. Heute sind eine Reihe von Vertretern unterschiedlicher Gattungen bekannt, darunter Alcanivorax, Cycloclasticus, Marinobacter, Neptunomonas, Oleiphilus, Oleispira und Thalassolitus. 
Zur Beurteilung des kontrollierten Einsatzes und der Nutzung dieser Bakterien wurden nach ihrer Entdeckung und Beschreibung vor allem die genetischen Eigenschaften sowie die Stoffwechselvorgänge beim Abbau der Kohlenwasserstoffe erforscht. Im Juli 2006 wurde zuerst die vollständige Genomsequenz des erst 1998 entdeckten und zu den HCB gehörenden Bakteriums Alcanivorax borkumensis veröffentlicht.